# Командування спеціальних операцій Повітряних сил США
Командування спеціальних операцій Повітряних сил США (англ. Air Force Special Operations Command) — одне з 5 командувань Сил спеціальних операцій США і головне командування Сил спеціальних операцій Повітряних сил США, що здійснює безпосереднє керівництво усіма основними компонентами ССО ПС, що входять до її складу.
Командування СО ПС становить спеціалізований оперативний орган управління Збройних сил країни, що організаційно входить до складу ПС та ССО країни, й забезпечує повний спектр завдань з планування, підготовки та застосування повітряного компоненту сил спеціальних операцій ПС у всьому світові.
Спочатку орган управління був заснований 10 лютого 1983 року, як 23-тя повітряна армія (англ. Twenty-Third Air Force), що підкорялося Військово-транспортному командуванню з дислокацією штабу командування на авіабазі Гарлбарт Філд у Флориді.
22 травня 1990 року 23-тя армія була переформована на Командування ССО ПС зі збереженням статусу окремого командування повітряної армії в структурі ПС країни, на яке покладалися завдання проведення усіх спеціальних операцій, де залучалися ПС, особовий склад та військова техніка регулярних повітряних сил й керівництво усіма силами спеціальних операцій ПС, а також Резервного командування ПС США й ПС Національної гвардії США.

## Призначення
Створене 22 травня 1990 року, Командування сил спеціальних операцій повітряних сил є невід'ємним компонентом ПС США й Командування спеціальних операцій США, головним призначенням якого є «застосування спеціалізованого компоненту військово-повітряних сил Америки… це крок вперед у постійно мінливому світі, доставка формувань спеціальних операцій у будь-який час і до будь-якого місця.» Командування прагне до постійного вдосконалення, щоб забезпечити ПС сил спеціальних операцій для швидкого розгортання по всьому світові та підтримки регіональних об'єднаних командувань у виконанні спеціальних операцій, пов'язаних з: нетрадиційними методами ведення війни, протидією розповсюдження зброї масового ураження, прямими акціями, психологічними операціями, веденням спеціальної розвідки, військово-цивільним адмініструванням, боротьбою з тероризмом, допомогою дружнім силам оборони та інформаційними операціями.
Сили спеціальних операцій ПС, що підкоряються Командуванню, мають усі сили та засоби, й володіють можливостями й здібностями виконувати завдання зі спеціальної розвідки, вести психологічні операції і нетрадиційні методи ведення війни в гарячих точках по всьому світу. Використовуючи високотехнологічні системи ведення розвідки та спостереження, озброєнні найсучаснішою зброєю, модифіковані літальні апарати, брали й беруть участь у спеціальних та військових операціях, таких як, «Щит пустелі» і «Буря в пустелі» на Близькому Сході, «Підтримка демократії» на Гаїті, в гуманітарних місіях, таких як, «Провайд Проміс» — участь у наданні допомоги постраждалим у ході конфлікту на Балканах.
У підпорядкуванні Командування перебуває велика кількість авіаційних, спеціальних, забезпечення, тренування та інших формувань, загальною чисельністю близько 12 500 військових, що перебувають на дійсній військовій службі, у Резерві, у складі Національної гвардії ПС та цивільних фахівців. Більше за 20 % від цього складу постійно перебуває на службі за кордонами США. На озброєнні Командування лічиться більше за 160 спеціалізованих літаків, вертольотів та БПЛА різного типу.

## Історія
У грудні 1982 керівництво американських ПС провадило певні реформи у перерозподілі повноважень щодо керування спеціальними операціями, де залучалися військово-повітряні сили, переклавши відповідальність з Тактичного повітряного командування на Транспортне командування (MAC). Відповідно, у березні 1983 MAC на авіабазі Скотт у штаті Іллінойс сформувало 23-ю повітряну армію, на яку покладалися завдання з підготовки, планування, забезпечення та виконання завдань спеціальних операцій у світовому масштабі, зокрема бойові та небойові пошуково-рятувальні операції, всепогодна розвідка, аерофотознімання, забезпечення безпеки районів дислокації та розгортання міжконтинентальних балістичних ракет, тренування екіпажів бойових вертольотів, літаків HC-130, парашутистів-рятівників та членів груп бойової медевакуації.

### Операція «Необхідна лютість»
У жовтні 1983 23-тя повітряна армія взяла активну участь у рятуванні американських громадян з острову Гренада під час конфлікту з владою цієї країни. Протягом семи днів, дислокуючись в аеропорту Пойнт Салінас, екіпажі модифікованих літаків MC-130, AC-130 здійснювали всебічну підтримку, забезпечення, обслуговування тощо американським військам. EC-130 зі складу 193-ого крила спеціальних операцій Національної гвардії, зіграли значну роль у веденні психологічної операції в процесі конфлікту. Пілот MC-130E Combat Talon I 8-ї ескадрильї спецоперацій підполковник Джеймс Гобсон здобув трофей Маккея (англ. MacKay Trophy) — нагороду ПС США льотчику «за найяскравішій політ року» — за його дії у десантуванні операторів ССО в аеропорту Пойнт Салінас.
У травні 1986 року, у відповідності до акту Голдвотера-Ніколса Міністерство оборони провадило реорганізацію збройних сил та утворило Командування спеціальних операцій. У відповідності до законопроєкту та змін у законодавстві США у квітні 1987 Командування сил спеціальних операцій вступило у свої повноваження, з дислокацією на авіаційній базі Мак-Ділл у Флориді. Чотири місяці по тому, 23-тя армія передислокувалася на авіабазу Гарлбарт Філд у Флориді.
У серпні 1989 року генерал Дуейн H. Кессіді, командувач Транспортного командування, вивів зі свого підпорядкування 23-ю повітряну армію в усіх питаннях, що стосувалися спеціальних операцій. Таким чином, 23-тя армія опинилися у подвійному оперативному підпорядкуванні, з питань узгодження функціювання, як авіаційного формування, вона підкорялася структурі ПС, з іншого боку, стала повноцінною діючою складовою USSOCOM.

### Операція «Справедлива справа»
З кінця грудня 1989 до початку січня 1990, частка 23-ї армії брала участь у проведенні операції «Справедлива справа» на території Панами. Для участі у військових діях залучалися літаки вогневої підтримки AC-130 Spectre, психологічних операцій EC-130 Volant Solo, літаки-заправники HC-130P/N Combat Shadow, спеціальні MC-130E Combat Talon, а також гелікоптери MH-53J Pave Low та MH-60G Pave Hawk. Тактичні групи бойових контролерів, парашутистів-рятівників зіграли важливу роль у всебічному забезпеченні бойових підрозділів ССО та регулярних військ у ході успішно проведеної операції.
22 травня 1990, генерал Ларрі Велч, начальник штабу ПС, перетворив 23-ю армію на Командування ССО ПС США, до складу якого увійшло три авіаційних крила — 1-е, 39-е та 353-е крила спецоперацій, а також окрема 1720-а тактична авігрупа ССО, Школа ССО Повітряних сил та Навчальний центр спеціальних операцій. У Резерві командування залишилися 919-а авіагрупа ССО з базуванням на авіабазі Дюк-Філд, у Флориді, та 193-я авіагрупа ССО Національної Гвардії, що мала свою базу в міжнародному аеропорту Гаррісбергу у Пенсільванії. У 1990-х роках 1720-а група перейменована на 720-у у березні 1992, у жовтні того ж року, авіабаза Гарлбарт Філд передана з підпорядкування Транспортного командування ПС до Командування ССО ПС, 834-те авіакрило переформоване на 1-е авіаційне крило спеціальних операцій, але вже через рік воно стало 16-м крилом.
За станом на 2014 рік, у прямому підпорядкуванні AFSOC знаходяться 16-е крило спецоперацій, 352-га, 353-тя групи спецоперацій, 720-та тактична авіагрупа ССО, Школа ССО Повітряних сил та 18-та випробувальна ескадрилья.

### Війна в Перській затоці
З початку серпня 1990 року до кінці лютого 1991 року, Командування брало активну участь в операціях «Щит пустелі» і «Буря в пустелі», захисті Саудівської Аравії та звільнення Кувейту. Особовий склад формувань спеціальних операцій ВПС діяв по всьому театру ведення військових дій, виконуючи завдання з забезпечення бойового управління та проведення рятувальних місій. Сили спеціальних операцій залучалися до спрямованих дій, бойових пошуково-рятувальних операцій, інфільтрації, ексфільтрації, оборони авіаційних баз, повітряного патрулювання, спеціальної розвідки, безпосередньої авіаційної підтримки, психологічних операцій, і дозаправлення вертольотів у повітрі. Екіпажі гелікоптерів MH-53J Pave Low наводили штурмові вертольоти на радарні комплекси іракців перед початком вторгнення, практично «засліплюючи» систему ППО Іраку до початку військових дій, і також здійснили рятування екіпажу збитого літаку з глибокого тилу супротивника.
MC-130E Combat Talon діяли у взаємодії з HC-130P/N Combat Shadow, беручи участь у бомбардуванні важливих об'єктів та розповсюдженні листівок над військами супротивника. Літаками AC-130 Spectre здійснювалося вогневе прикриття з повітря груп ССО та спостереження над об'єктами, що грали ключову роль в операції. У війні найбільших втрат зазнав бойовий підрозділ літаків вогневої підтримки, коли був збитий AC-130 Spectre з позивним «Спіріт 03»; загинуло 14 членів екіпажу.

### Операції після 1992 року
У грудні 1992, особовий склад спецоперацій ВПС взяв участь у миротворчої операції в Сомалі — «Відродження надії». Наприкінці 1994 р. формування Командування залучалися до операції «Підтримка демократії» в Гаїті, а в 1995 р. — в операції «Обдумана сила» — операції НАТО в Боснії та Герцеговині.
З початком війни в Афганістані Командування ССО Повітряних сил одним з перших взяло участь у підготовки до операції «Нескорена свобода» — Афганістан. Вже наприкінці вересня 2001, перші бойові підрозділи ССО були зосереджені у сусідніх країн, де розпочали підготовку до вторгнення. Під час довготривалої війни, авіаційні формування, бойові підрозділи наземної дії взяли найактивнішу участь у безлічі спеціальних операцій по всьому Афганістану проти Талібану та прибічників «Аль-Каїди».
Пізніше частка Командування була задіяна на складовій операції «Нескорена свобода» на Філіппінах, де оператори ССО проявили себе у боях з ісламістськими повстанцями та терористами.
З березня 2002 AFSOC знову розгортає свої компоненти у південно-західній Азії на підтримку проведення чергової операції проти Саддама Хусейна — операції «Свобода Іраку». До травня 2003 активні бойові дії регулярних військ були практично закінчені. Однак, для професіоналів спецоперацій була ще величезна кількість дій пов'язаних з нетрадіційною боротьбою та антипартизанським рухом на території Іраку.

## Перелік операцій
| Час             | Операція                                                                                               |
| --------------- | --- |
| 1983            | Операція «Необхідна лютість», Гренада                                                                  |
| 1983            | Операція «Біг Пайн», Гондурас                                                                          |
| 1983—1985       | Операція «Бет», Багамські Острови, Теркс і Кейкос                                                      |
| 1983—1988       | Операція «Билд Кірк», операція «Блю Флейм», операція «Блінкін Лайт» Сальвадор                          |
| 1985            | Угон літаку TWA Flight 847, Алжир/Ліван                                                                |
| 1985            | Захоплення MS Achille Lauro, Середземне море                                                           |
| 1986            | Операція «Каньйон Ельдорадо», Лівія                                                                    |
| 1986            | Угон літаку Pan Am Flight 73, Пакистан                                                                 |
| 1987—1988       | Операція «Ернест Вілл», операція «Прайм Ченс», Перська затока                                          |
| 1988            | Операція «Голден Пезант», Гондурас                                                                     |
| 1989            | Операція «Сейф Пассадж», Афганістан                                                                    |
| 1989            | Операція «Поплар Трі», Сальвадор                                                                       |
| 1989            | Спроба перевороту 1989 року, Філіппіни                                                                 |
| 1989            | Операція «Справедлива справа», Панама                                                                  |
| 1990            | Операція «Промоут Ліберті», Панама                                                                     |
| 1990            | Евакуація цивільного населення, Ліберія                                                                |
| 1990—1991       | Операція «Щит пустелі» і операція «Буря в пустелі», Саудівська Аравія, Кувейт, Ірак                    |
| 1991            | Операція «Істерн Екзіт», Сомалі                                                                        |
| 1991—2003       | Операція «Провайд Комфорт» I—III, Операція «Нортерн Вотч», Туреччина, Ірак                             |
| 1991            | Операція «Сі Енджел», гуманітарна операція після Циклону 1991, Бангладеш                               |
| 1991            | Операція «Фіері Віджіл», Філіппіни                                                                     |
| 1991            | Операція «Дезерт Калм», Саудівська Аравія                                                              |
| 1991—2003       | Операція «Саутерн Вотч», Кувейт                                                                        |
| 1992            | Операція «Сілвер Анвіл», Сьєрра-Леоне                                                                  |
| 1992—1994       | Операція «Провайд Проміс» I—II, Італія, Югославія                                                      |
| 1992—1993       | Операція «Відродження надії», Сомалі                                                                   |
| 1993—1995       | Операція «Повернення надії» I—III, Сомалі                                                              |
| 1993            | Операція «Денай флайт», Югославія                                                                      |
| 1993            | Операція «Срібна надія», Україна                                                                       |
| 1994            | Операція «Відновлення демократії», Операція «Підтримка демократії», Гаїті                              |
| 1994            | Операція «Саппорт Хоуп», Руанда                                                                        |
| 1995            | Операція «Юнайтед Шілд», Сомалі                                                                        |
| 1995—1996       | Операція «Обдумана сила», Операція «Джойнт Ендевор», Операція «Джойнт Гард», Італія, Югославія, Боснія |
| 1996            | Пошуково-рятувальна операція на місті катастрофи Boeing CT-43A, Хорватія                               |
| 1996            | Операція «Ашурд Респонс», Ліберія                                                                      |
| 1996            | Операція «Гардіан Ретрівел», Уганда                                                                    |
| 1996            | Операція «Пасіфік Брідж», Палау                                                                        |
| 1996            | Операція «Гардіан Ассістенс», Руанда                                                                   |
| 1997            | Операція «Сілвер Вейк», Албанія                                                                        |
| 1997            | Операція «Гардіан Енджел», Югославія                                                                   |
| 1997            | Операція «Фірм Респонс», Республіка Конго                                                              |
| 1997            | Операція «Хай Флайт», Намібія                                                                          |
| 1998            | Операція «Дезерт Тандер», Перська затока                                                               |
| 1998            | Операція «Дезерт Фокс», Ірак                                                                           |
| 1999            | Операція «Союзна сила», Сербія, Косово                                                                 |
| 2000            | Операція «Атлас Респонс», ліквідація наслідків повені, Мозамбік                                        |
| 2000            | Операція «Фіері Реліф», Філіппіни                                                                      |
| 2001            | Операція «Веліант Ретурн», Китай                                                                       |
| 2001 — по т. ч. | Операція «Нескорена свобода», Війна проти тероризму                                                    |
| 2002            | Операція «Отем Ретурн», Кот-д'Івуар                                                                    |
| 2003            | Операція «Шайнінг Експрес», Ліберія                                                                    |
| 2003—2011       | Операція «Свобода Іраку», Ірак                                                                         |
| 2003—2008       | Операція «Віллінг Спіріт», Колумбія                                                                    |
| 2004            | Операція «Атлас Шілд», Греція                                                                          |
| 2004            | Операція «Секьюріті Туморроу», Гаїті                                                                   |
| 2005—2005       | Операція «Юніфайд Ассістанс», Індійський океан, Південно-Східна Азія                                   |
| 2005            | Ліквідація наслідків урагану Катріна, США                                                              |
| 2006            | евакуація, Ліван                                                                                       |
| 2008            | Операція «Астер Сільвер», евакуація, Чад                                                               |
| 2008            | Операція «Ашурд Делівері», Грузія                                                                      |
| 2008            | Операція «Оліпмік Тайтан», Тихий океан                                                                 |
| 2010            | Операція «Юніфайд Респонс», Землетрус на Гаїті, Гаїті                                                  |
| 2011            | Операція «Томодачі», ліквідація наслідків землетрусу, Японія                                           |
| 2011            | Операція «Одіссея. Світанок», Лівія                                                                    |
| 2013            | Операція «Дам'ян», ліквідація наслідків тайфуну, Філіппіни                                             |